# Dorcadion condensatum
Dorcadion condensatum är en skalbaggsart som beskrevs av Heinrich Carl Kuster 1852. Dorcadion condensatum ingår i släktet Dorcadion och familjen långhorningar. Inga underarter finns listade i Catalogue of Life.